# Trirhabda manisi
Trirhabda manisi är en skalbaggsart som beskrevs av Hogue in Hatch 1971. Trirhabda manisi ingår i släktet Trirhabda och familjen bladbaggar. Inga underarter finns listade i Catalogue of Life.